# WEFX
WEFX（100.7 FM，“100.7 The Fox”）是位于纽约州亨德森的一个古典音乐广播电台，在2009年2月11日开播，由社区广播有限公司开办。主要播放1960、70、80年代的音乐，使用的频率是WOTT早期的频率，发射功率6千瓦。